# Maserà di Padova
Maserà di Padova är en ort och kommun i provinsen Padova i regionen Veneto i Italien. Kommunen hade 9 130 invånare (2018).